# Евсюков, Николай Павлович
Никола́й Па́влович Евсюко́в (1914—1944) — участник Великой Отечественной войны, командир роты 6-й гвардейской механизированной бригады 2-го гвардейского механизированного корпуса 46-й армии 2-го Украинского фронта, гвардии старший лейтенант. Герой Советского Союза (1945).

## Биография
Родился в 1914 году в селе Октябрьская Готня, ныне Борисовского района Белгородской области в семье рабочего. Русский.
Образование неполное среднее. После школы переехал в Харьков. Работал трубоукладчиком на стройках. Затем работал на Сулинском металлургическом заводе (в городе Красный Сулин).
В Красной Армии с 1941 года — был призван в армию Красносулинским райвоенкоматом. В боях Великой Отечественной войны — с апреля 1942 года. Окончил курсы младших лейтенантов. Член КПСС с 1943 года.
Весь свой боевой путь от Сталинграда до Будапешта Николай Евсюков прошёл в 6-й гвардейской механизированной бригаде. Его бригада сражалась с танковыми войсками генерал-фельдмаршала Манштейна, пытавшегося в декабре 1942 года деблокировать немецко-фашистскую группировку, окружённую советскими войсками в районе Сталинграда, отличилась у посёлка Тормосин, где была также разгромлена крупная группировка противника. В январе — феврале 1943 года Евсюков воевал на Ростовском направлении. Тогда гвардейцы дошли до реки Миус.
Во второй половине 1943 года гвардии лейтенант Евсюков принимал участие в освобождении Донбасса, в боях за город Мелитополь. В январе 1944 года танкисты 6-й гвардейской механизированной бригады участвовали в ликвидации вражеского плацдарма на Днепре в районе города Никополя. Потом бригада вела бои за Николаев и Одессу.
В октябре 1944 года 6-я гвардейская механизированная бригада сосредоточилась на плацдарме на реке Тисе западнее венгерского города Сегед. Советские воины готовились к наступлению на столицу Венгрии — город Будапешт. 29 октября 1944 года войска 2-го Украинского фронта перешли в наступление. Гвардейская механизированная бригада наступала на левом фланге корпуса. 2-я рота, которой командовал гвардии старший лейтенант Евсюков, выполняла обязанности головной походной заставы передового отряда бригады. Рота Евсюкова ворвалась в населённый пункт Иллё (юго-восточнее Будапешта), где сосредоточились крупные силы врага. Гвардейцы разгромили гарнизон противника, уничтожили около 200 гитлеровцев, 100 человек взяли в плен.
3 ноября 1944 года противник превосходящими силами несколько раз контратаковал роту Евсюкова. Все эти контратаки были отбиты. И в 5-й раз, когда гитлеровцы снова бросили против гвардейцев танки и пехоту, командир роты повёл своих бойцов на врага. В этой схватке командир роты гвардии старший лейтенант Н. П. Евсюков погиб.
Похоронен Герой в населённом пункте Иллё (Венгрия). В 1974 году захоронение Евсюкова и других советских воинов перенесено из населённого пункта Иллё в Венгерский населённый пункт Эркень.
Захоронение состоит из братских и индивидуальных могил, общего памятника красного цвета. На могиле Н. П. Евсюкова имеется плита с надписью: «Герой Советского Союза гв. старший лейтенант Евсюков Николай Павлович. Погиб за освобождение Венгрии от фашизма в ноябре в 1944 году. Перезахоронен 22.XX II.74г.».

## Награды
- Указом Президиума Верховного Совета СССР от 24 марта 1945 года за образцовое выполнение боевых заданий командования на фронте борьбы с немецко-фашистскими захватчиками и проявленные при этом отвагу и геройство гвардии старшему лейтенанту Николаю Павловичу Евсюкову было посмертно присвоено звание Героя Советского Союза.
- Награждён медалью Золотая Звезда, орденами Ленина, Красной Звезды.

## Память
- На железнодорожной станции Кулиновка Белгородской области Герою установлен обелиск.
- В честь Евсюкова Н. П. в селе названа улица, на которой он жил.
- Приказом Министра обороны СССР Н. П. Евсюков навечно зачислен в списки личного состава воинской части.
- На Аллее Героев (г. Красный Сулин) установлен его барельеф.